# 라아바나비에하

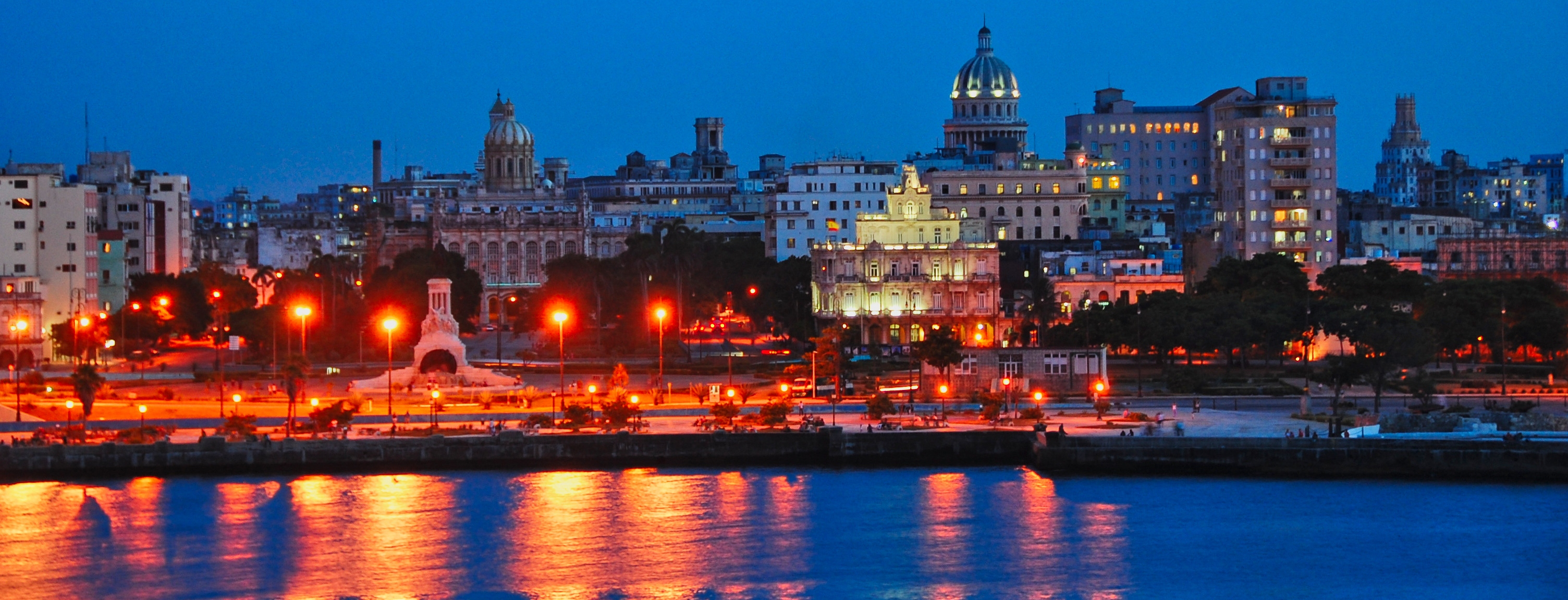
라아바나비에하의 모습

라아바나비에하(스페인어: La Habana Vieja) 또는 올드아바나(영어: Old Havana)는 쿠바 아바나의 유적지이다. 라아바나비에하와 여러 개의 요새는 1982년에 아바나 옛 시가와 요새(스페인어: Vieille ville de La Havane et son système de fortifications, 영어: Old Havana and its Fortifications)라는 이름으로 유네스코 세계 유산에 등록되었다.

## 역사
라아바나비에하는 아바나 만에 접한 지역이며, 1519년에 스페인이 건설을 시작했다.
라아바나비에하는 바로크 양식과 신고전주의 건축으로 구성되어 20세기 후반에는 많은 건물이 폐허로 변했지만, 그 후 몇 건물은 재건이 이루어졌다. 라아바나비에하는 도로가 종횡으로 달리고 대략 3,000개의 건물이 존재한다.
라아바나비에하는 프랑스의 해적에 의해 방화된 경험이있다. 그 때문에 스페인은 아바나 항구의 요새에 착수했다.

## 관광
라아바나비에하에 있는 4개의 요새는 각각 모로 성, 라카바냐, 푼타 요새, 레알푸에르사 요새라고 부른다. 이 외에도 아바나 대성당, 아바나 대극장, 엘 카피톨리오 등이 위치하고 있다.

## 같이 보기
- 아바나